# مثبط مضخة البروتون
مثبطات مضخة البروتون مجموعة من الأدوية التي تثبط إنتاج الحمض المعدي، وهي أقوى مثبطات إفرازات المعدة في الوقت الحاضر. ظهرت هذه المجموعة بعد مثبطات مستقبلات الهيستامين من النمط الثاني وحلت محلها إلى حد كبير. الأدوية في هذه المجموعة من أكثر الأدوية مبيعاً في العالم، وتعدّ عموماً فعالة ومأمونة. أغلب هذه الأدوية من مشتقات البنزيميدازول، ومن المحتمل أن تشكل مشتقات الإيميدازوبيريدين مركبات أكثر فعالية في المستقبل.

## الاستخدامات الطبية
تُستخدَم هذه الأدوية لعلاج حالات مرضية عديدة مثل:
- عسر الهضم.[3][4]
- داء القرحة الهضمية بما في ذلك بعد العلاج التنظيري للنزف.[5]
- كجزء من علاج التخلص من جراثيم الملوية البوابية.[6]
- مرض الارتجاع المعدي المريئي بما في ذلك داء الارتجاع السلبي[7] بالتنظير المترافق بأعراض، مرض الارتجاع الحنجري[8] الذي يسبب التهاب حنجرة وسعال مزمن.[9]
- مريء باريت.[10]
- التهاب المريء اليوزيني.[11]
- التهاب المعدة الناجم عن التوتر، والوقاية من القرحة في العناية المشددة.[12]
- الورم الغاستريني والحالات المرضية الأخرى التي تسبب إفرازًا مفرطًا للحمض بما في ذلك متلازمة زولينجر أليسون (غالبًا ما يكون هناك حاجة لإعطاء 2 – 3 أضعاف الجرعة المعتادة).[13]

توصي المنظمات الاحترافية المختصة أن يأخذ الناس أقل جرعة فعالة من مثبط مضخة البروتون للوصول إلى النتيجة العلاجية المرغوبة عندما يُستخدَم لعلاج مرض الارتجاع المعدي المريئي طويل الأمد. في الولايات المتحدة، تنصح إدارة الغذاء والدواء بعدم استخدام أكثر من 3 كورسات علاجية يستمر كل منها 14 يومًا خلال عام واحد.
رغم استخدامها المكثف، إلا أن نوعية الأدلة التي تدعم استخدامها في بعض هذه الحالات المرضية متغيرة. لم تُثبَت فعالية مثبطات مضخة البروتون في علاج كل هذه الحالات. على سبيل المثال، رغم أنها تنقص معدل حدوث سرطان المريء الغدي في حالة مريء باريت إلا أنها لا تغير طول القسم المتأثر من المريء.

### استطبابات إيقاف مثبطات مضخة البروتون
غالبًا ما تُستخدَم مثبطات مضخة البروتون مدة أطول من اللازم. لدى حوالي نصف الأشخاص الذين يدخلون المشفى أو يشاهدون في عيادة رعاية أولية، لا يوجد سبب مُوثَّق لاستخدام مثبطات مضخة البروتون على المدى الطويل. يعتقد بعض الباحثون أن، بالنظر إلى قلة الأدلة حول فعاليتها على المدى الطويل، تكلفة الدواء والضرر المحتمل يعني أن الأطباء يجب أن يأخذوا إيقاف مثبطات مضخة البروتون بعين الاعتبار لدى العديد من الناس.
بعد أربعة أسابيع، إن توقفت الأعراض، يمكن أن يُوقَف مثبط مضخة البروتون لدى الذين كانوا يستخدمونه من أجل حرقة الفؤاد، أو مرض الارتجاع المعدي المريئي، أو التهاب المريء، إن لم يكن الأخيرين شديدين. لا يُنصَح بإيقافها لدى المصابين بمريء باريت أو القرحة المعدية النازفة. قد يُجرَى الإيقاف أولًا بإنقاص كمية الدواء المأخوذة أو جعل المريض يأخذ الدواء فقط عندما تظهر لديه الأعراض.

## التأثيرات السلبية
بشكل عام، تكون مثبطات مضخة البروتون مُتحمَّلة بشكل جيد، ويكون معدل حدوث التأثيرات السلبية قصيرة الأمد منخفضًا نسبيًا. إن طيف حدوث التأثيرات الجانبية متماثل في كل مثبطات مضخة البروتون، رغم الإبلاغ عن حدوثها بتواتر أكبر عند أخذ الأوميبرازول. قد ينتج ذلك عن توافره الطويل، وبالتالي التجربة السريرية.
تشمل التأثيرات السلبية الشائعة: الصداع، والغثيان، والإقياء، والإسهال، والألم البطني، والإعياء، والدوار. تشمل التأثيرات السلبية غير الشائعة: الطفح، والحكة، وامتلاء البطن بالغازات، والإمساك، والقلق، والاكتئاب. من غير الشائع أيضًا ارتباط استخدام مثبط مضخة البروتون بحدوث اعتلالات عضلية بما في ذلك انحلال العضلات الهيكلية الخطير.
يتطلب الاستخدام طويل الأمد لمثبطات مضخة البروتون تقييم التوازن بين فوائد هذا العلاج بها ومخاطره. ارتبطت النتائج السلبية المختلفة بالاستخدام طويل الأمد لمثبطات مضخة البروتون في العديد من التقارير الأولية، لكن المراجعات تقيم النوعية الإجمالية للأدلة في هذه الدراسات بأنها «ضعيفة» أو «ضعيفة جدًا». تصف هذه المراجعات الأدلة غير الكافية بأنها تؤسس علاقات سببية بين العلاج بمثبط مضخة البروتون والعديد من الارتباطات المقترحة، وذلك نظرًا لتصميم الدراسة وقلة تقديرات حجم التأثير. تتجاوز الفوائد المخاطر عندما تُستخدَم مثبطات مضخة البروتون بشكل صحيح، لكن عندما تُستخدَم بشكل غير صحيح، تصبح المخاطر القليلة هامة. يُوصَى بأن مثبطات مضخة البروتون يجب أن تُستخدَم بأقل جرعة فعالة لدى الأشخاص الذين لديهم استطباب مُؤَّكد، لكن لا يُنصَح بزيادة الجرعة والعلاج المزمن المستمر لدى الأشخاص غير المستجيبين على الجرعة التجريبية الأولية.
لم تجد تجربة أُجريت على البانتوبرازول استمرت ثلاث سنوات، وانتهت في 2013، أي أحداث سلبية مهمة.

### التغذية
الحمض المعدي ضروري لتفكيك الغذاء، وتحرير المغذيات الصغرى، وقد أظهرت بعض الدراسات إمكانيات التداخل مع امتصاص الحديد، والكالسيوم، والمغنزيوم، وفيتامين ب12. فيما يتعلق بالحديد والفيتامين ب12، البيانات الضعيفة وحُدِّدت عوامل تفنيد عديدة.
يمكن أن توجد مستويات منخفضة من المغنزيوم لدى الأشخاص الذي يتلقون علاجًا مثبط لمضخة البروتون، ويمكن أن يُعكَس ذلك عندما ينتقلون لاستخدام الأدوية المضادة لمستقبلات  H2.
تحمل الجرعات العالية أو الاستخدام طويل الأمد لمثبطات مضخة البروتون احتمال زيادة خطر حدوث الكسور العظمية والتي لم يُلاحَظ حدوثها في حال الاستخدام قصير الأمد بجرعات قليلة، ووضعت إدارة الغذاء والدواء الأمريكية تحذيرًا يخص ذلك على لصاقات مثبطات مضخة البروتون عام 2010.

## آلية العمل
تثبط هذه الأدوية إفراز الحمض المعدي (حمض الهيدروكلوريك HCL) من الخلايا الجدارية (parietal cells) في المعدة وهناك يتم تنشيطها حيث انها ادويه خامله (prodrug) من خلال تثبيط الجملة الأنزيمية المسماة مضخة البروتون وهي مضخة الهيدروجين والبوتاسيوم (H / K ATPase) , كذلك تعمل علي تقليل افراز العامل الداخلي (Intirinsic Factor) والمسئول عن امتصاص فيتامين بي - 12 , وكذلك هرمون الببسين .

## أمثلة
- أوميبرازول لوسك
- لانسوبرازول تاكيبرون
- ديكسلانسوبرازول
- إيزوميبرازول نيكسيم
- بانتوبرازول كونترولوك
- رابيبرازول باريوت